# 산방산 (거제시)
산방산(山芳山)은 대한민국 경상남도 거제시 둔덕면에 자리를 잡은 해발 발 507.2m의 산이다.  제주특별자치도 서귀포시 안덕면 사계리에도 같은 이름의 산방산(山房山)이 있다.

## 개요
경남 거제시 둔덕면 동쪽으로 자리를 잡고 있으며, 해발 507.2m의 산이다. 산꼭대기에는 바위로 된 두 개의 봉우리가  우뚝 솟아 있고, 능선을 따라 산중간까지 이어져서 군데군데 작은 바위 봉우리를 만들고 있다.
산방산 아래 부분에는 거대한 자연 식물원인 산방산 비원이 자리를 잡고 있다.

## 산방산 비원
경상남도 거제시 둔덕면 산방산 자락의 5만여평에 자리한 거대한 자연 식물원이다. 주변에 동랑 유치진과 청마 유치환의 생가가 있는 문화마을이 있으며, 산방산 비원을 세운 김덕훈 원장은 1940년 청마 유치환과 동일한 생가에서 태어났다.
1천 여종의 야생화와 수국, 쑥부쟁이 등 각종 희귀 식물이 있다.